# Asplenium laurentii
Asplenium laurentii är en svartbräkenväxtart som beskrevs av Bomm. Asplenium laurentii ingår i släktet Asplenium och familjen Aspleniaceae. Inga underarter finns listade.